# Distretto di Chengguan (Gansu)
Il distretto di Chengguan (城关区S, Chéngguān QūP) è un distretto della Cina, situato nella provincia del Gansu.